# The Fabelmans
The Fabelmans è un film del 2022 diretto, ideato, co-scritto e co-prodotto da Steven Spielberg.
Il film è una storia autobiografica vagamente basata sull'adolescenza di Spielberg e sui primi anni come regista. La trama è raccontata attraverso la storia dell'immaginario Sammy Fabelman, un giovane aspirante regista che esplora come il potere dei film possa aiutarlo a vedere la verità sulla sua famiglia e su coloro che lo circondano. Nel cast Gabriel LaBelle nel ruolo di Sammy, accanto a Michelle Williams, Paul Dano, Seth Rogen e Judd Hirsch in ruoli secondari. Il film è dedicato ai ricordi dei genitori di Spielberg nella vita reale, Leah Adler e Arnold Spielberg, morti rispettivamente nel 2017 e nel 2020.
Spielberg aveva concepito il progetto già nel 1999, con sua sorella Anne che stava scrivendo una sceneggiatura intitolata I'll Be Home. Il progetto fu accantonato per 20 anni, poiché Spielberg aveva delle riserve nell'esplorare la storia della sua famiglia per paura che i suoi genitori ne sarebbero rimasti feriti. Spielberg ha rivisitato il progetto nel 2019 con lo sceneggiatore e suo collaboratore frequente Kushner mentre stavano realizzando West Side Story, e la sceneggiatura  è stata completata alla fine del 2020. Lo sviluppo del film è iniziato ufficialmente subito dopo, con il casting che si è svolto tra marzo e maggio 2021. Le riprese principali iniziarono quel luglio a Los Angeles e si conclusero a settembre.
È stato presentato in anteprima al Toronto International Film Festival il 10 settembre 2022, dove ha vinto il premio nella categoria "People's Choice Award". Distribuito da Universal Pictures, il film è uscito nelle sale cinematografiche negli Stati Uniti l'11 novembre 2022, per poi espandersi fino a raggiungere un'ampia distribuzione il 23 novembre, incassando 45,6 milioni di dollari contro un budget di 40 milioni di dollari, un risultato deludente per un film diretto e prodotto da Spielberg.. Ha ricevuto recensioni ampiamente positive dalla critica ed è stato candidato tra i dieci migliori film del 2022 dal National Board of Review e dall'American Film Institute. 
Il film ha ottenuto numerosi premi e candidature, tra cui sette ai Premi Oscar come miglior film, miglior regista, miglior attrice a Michelle Williams e Miglior attore non protagonista a Judd Hirsch, miglior sceneggiatura originale, miglior colonna sonora e miglior scenografia. Ha inoltre ottenuto 11 candidature ai Critics' Choice Awards, vincendo il premio come miglior giovane interprete a Gabriel LaBelle, e cinque candidature ai Golden Globe, vincendo nelle categorie miglior film drammatico e miglior regista. Fin dalla sua uscita, è stato ampiamente valutato come il "film più personale" di Spielberg e uno dei migliori film degli anni '20.

## Trama
La notte del 10 gennaio 1952, ad Haddon Township, nel New Jersey, i coniugi Mitzi e Burt Fabelman portano il loro bambino Sammy a vedere il suo primo film: Il più grande spettacolo del mondo di Cecil B. DeMille. Sammy resta colpito in particolar modo dalla scena di un incidente ferroviario e chiede il modello di un trenino come regalo per Hanukkah. Mitzi gli regala una cinepresa da 8 mm, incoraggiandolo a replicare la scena del film con il trenino giocattolo; da allora, Sammy inizia a fare riprese di ogni tipo, coinvolgendo spesso le sue sorelle minori in varie scene. Nel 1957 a Burt viene offerto un nuovo lavoro a Phoenix, in Arizona; lui e la sua famiglia vi si trasferiscono portando anche Bennie Loewy, il miglior amico e socio di Burt, su insistenza di Mitzi.
Anni dopo Sammy, ormai adolescente, continua a realizzare film con l'aiuto dei suoi amici boy scout, utilizzando effetti speciali amatoriali e applicando modifiche di post-produzione, per poi mostrare le riprese a un piccolo pubblico di conoscenti. La madre di Mitzi muore di vecchiaia, lasciando la figlia particolarmente sconvolta. Burt, pur considerando la passione del figlio un semplice hobby, gli regala nuove attrezzature, suggerendogli di realizzare un film per rallegrare la madre, sebbene Sammy dia la priorità a un'altra sua pellicola. I Fabelman ricevono una visita a sorpresa dallo zio di Mitzi, Boris, un ex domatore di leoni e cineasta, il quale confida a Sammy il conflitto che ha creato tra la sua famiglia e l'arte, ritenendo che questi siano due elementi che saranno sempre in contrasto tra loro, e afferma come l’amore per il cinema supererà anche quello per la propria famiglia.
Dopo la partenza di Boris, Sammy inizia a montare un filmato delle vacanze in campeggio della sua famiglia per mostrarlo a Mitzi e tirarla su di morale; si accorge così, attraverso alcune scene, di una tresca amorosa tra sua madre e Bennie. Profondamente scosso, Sammy assume un comportamento freddo e distaccato nei confronti di Mitzi e Bennie. La situazione degenera in un'accesa discussione tra madre e figlio, al termine del quale Mitzi colpisce Sammy sulla schiena in un impeto di rabbia; Sammy le mostra il filmato e promette di mantenere il segreto. La settimana seguente Burt riceve una nuova promozione che comporta un altro trasferimento in California con la sua famiglia. Bennie rimane a Phoenix, ma regala a Sammy una nuova cinepresa, che il ragazzo si ripromette di non usare mai.
Nella nuova scuola, Sammy fatica a integrarsi; in particolare due compagni, Logan e Chad, lo criticano con sarcasmo antisemita. Sammy inizia una relazione con la compagna Monica, sebbene lei sia una devota cristiana, la quale lo incoraggia a filmare una giornata in spiaggia trascorsa dagli studenti per festeggiare la fine della scuola. Mitzi, dal canto suo, soffre particolarmente per il trasferimento e per l'allontanamento da Bennie, cadendo in una forte depressione. Quando Burt lo scopre, i due decidono di divorziare, con grande disperazione dei figli. Mentre si consuma il dramma familiare, con la sorella Reggie che inveisce contro la madre, incolpandola del divorzio, Sammy guarda il riflesso di uno specchio nella sala e immagina se stesso che riprende il litigio. Tutto ciò rimanda al discorso fatto dallo zio Boris sul conflitto tra arte e famiglia, e come profetizzato la prima sta già prendendo il sopravvento.
Al ballo di fine anno, Sammy dichiara a Monica il suo amore e la prega di seguirlo a Hollywood dopo il liceo, ma lei rompe con lui in quanto non intende abbandonare i suoi piani futuri. Il film di Sammy della gita in spiaggia viene proiettato ai compagni e viene accolto in modo estremamente positivo; Logan affronta Sammy, confuso del fatto che lo abbia raffigurato in modo glorificante nonostante il bullismo che ha perpetrato nei suoi confronti, ma Sammy gli spiega di aver semplicemente ripreso la realtà e i due raggiungono un'intesa quando Logan respinge Chad prima che possa attaccare nuovamente Sammy. La mattina dopo, Mitzi e Sammy parlano del loro futuro e la donna gli dice di non rinunciare al suo amore per il cinema.
L'anno seguente Sammy vive con Burt a Hollywood, ma prova un forte stato di ansia in quanto incapace di trovare lavoro e insoddisfatto del college. Burt, riconoscendo la rinnovata felicità di Mitzi assieme a Bennie, accetta con titubanza la passione di suo figlio per il cinema. Il ragazzo riceve in quel momento una lettera della CBS, che gli offre di lavorare a una sitcom. Il co-creatore dello spettacolo, notando che Sammy è più interessato al cinema, lo invita a incontrare il regista John Ford. Quest'ultimo offre a Sammy alcuni brevi suggerimenti sull'inquadratura e Sammy, felice, esce dagli studios preparandosi alla sua nuova vita.

## Produzione

### Sviluppo
Già dal 1999 Spielberg disse che da tempo pensava di dirigere un film sulla sua infanzia. Intitolato I'll Be Home, il progetto è stato originariamente scritto da sua sorella Anne Spielberg. Ha spiegato: "La mia grande paura è che a mia mamma e papà non piacerà e penseranno che sia un insulto e non condivideranno il mio punto di vista amorevole ma critico su com'è stato crescere con loro". Nel 2002 Spielberg si è detto nervoso all'idea di girare I'll Be Home: "È così vicino alla mia vita e così vicino alla mia famiglia - preferisco fare film più allegorici. Ma una storia letterale sulla mia famiglia richiederà molto coraggio".

### Pre-produzione
Nel marzo 2021, è stato annunciato che Spielberg avrebbe diretto un film di formazione vagamente basato sulla sua infanzia trascorsa in Arizona. Michelle Williams era in trattative per recitare nel ruolo del personaggio ispirato alla madre di Spielberg, Leah Adler, ma con "una voce originale". Spielberg ha anche scritto la sceneggiatura insieme al collaboratore ricorrente Tony Kushner. Si tratta della prima avventura di Spielberg nella scrittura di un film dai tempi di AI Artificial Intelligence (2001). Il 22 marzo 2021 è stato riferito che Seth Rogen si è unito al cast per interpretare "lo zio preferito del giovane Spielberg", mentre è stato confermato che Williams è stata scelta. È stato anche riferito che Kristie Macosko Krieger avrebbe prodotto il film con Kushner e Spielberg.
L'8 aprile 2021 Paul Dano si è unito al cast nel ruolo di Burt Fabelman, il personaggio ispirato al padre di Spielberg, Arnold. Dano ha ammesso di essersi sentito intimidito nell'interpretare quel ruolo perché "la posta in gioco era davvero alta... Stai impersonando una delle figure più importanti, influenti e complicate nella vita [di Spielberg]. È stato incredibile vedere quanto di questo è stato nel suo lavoro per tutto il tempo. Sta condividendo un pezzo di se stesso che trovo molto commovente. C'è un vero dono in questo, quando qualcuno di quella statura e a quel livello di abilità artistica è disposto a farlo. " A maggio, Gabriel LaBelle ha avviato le trattative finali per interpretare il ruolo principale, Sammy Fabelman, un giovane aspirante regista ispirato allo stesso Spielberg. Sarebbe stato confermato il mese successivo oltre al casting di Julia Butters nei panni di Anne Fabelman, il ruolo ispirato alla sorella di Spielberg.
Nel marzo 2022, il direttore della fotografia Janusz Kamiński ha detto che il film avrebbe raccontato la vita di Spielberg dai sette ai diciotto anni e avrebbe affrontato "la sua famiglia, i suoi genitori, enigmi con le sue sorelle, ma si occupa principalmente della sua passione per la realizzazione di film", aggiungendo che toccherà i temi del "giovane amore, del divorzio dei genitori e delle prime relazioni formative. È un film personale molto bello. È molto rivelatore della vita di Steven e su chi è come regista".

### Riprese
Le riprese principali sono iniziate a Los Angeles nel luglio 2021.

## Colonna sonora
La colonna sonora è stata composta da John Williams, storico collaboratore del regista, in quella che dovrebbe essere la sua ultima colonna sonora prima di ritirarsi per concentrarsi sull'attività concertistica. Fra i brani ripresi dal repertorio classico, un adattamento della trascrizione per clavicembalo che Bach fece del Concerto in re minore per oboe, archi e basso continuo di Alessandro Marcello.

## Distribuzione
È stato presentato in anteprima il 10 settembre 2022 al Toronto International Film Festival e la prima italiana è stata il 19 ottobre 2022 alla 17ª Festa del Cinema di Roma. È uscito nelle sale statunitensi l'11 novembre 2022, mentre l'uscita nelle sale italiane risale al 22 dicembre dello stesso anno.
Il film è stato trasmesso in chiaro per la prima volta il 5 marzo 2025 su Rai 1.

### Edizione italiana
Il doppiaggio italiano e la sonorizzazione della pellicola sono stato eseguiti presso lo Studio Emme spa. La direzione del doppiaggio è di Rodolfo Bianchi e i dialoghi sono a cura di Valerio Piccolo.

## Accoglienza

### Incassi
Al 6 marzo 2023, The Fabelmans ha incassato 17 milioni di dollari negli Stati Uniti e 28 milioni di dollari nel resto del mondo, per un incasso mondiale di 45 milioni di dollari.
Variety ha definito le proiezioni «un risultato deludente per un film da 40 milioni di dollari, specialmente per un film del regista di maggior successo del suo tempo» e ha paragonato la situazione ai 38 milioni di dollari scarsi di incassi interni di West Side Story sempre diretto e prodotto da Spielberg nel 2021. Il film ha stabilito al 2022 il peggior risultato finanziario di sempre per un film diretto e prodotto da Spielberg.

### Critica
Sul sito di recensioni Rotten Tomatoes, The Fabelmans ha un indice di gradimento del 92% basato su 397 recensioni, con una valutazione media di 8,2/10. Su Metacritic, che utilizza una media ponderata, il film ha un punteggio di 85 su 100 basato su 65 recensioni, indicando un "plauso universale".
Recensendo il film per TheWrap, Steve Pond ha affermato che «il film mostra un approccio delicato che non sminuisce le profondità autentiche che vengono analizzate», descrivendo il film come uno tra i più «personali» di Spielberg, «uno dei suoi film più brillanti e più appaganti degli ultimi anni». Peter Debruge di Variety lo ha definito un «racconto accattivante e di ampio respiro di come Spielberg si sia innamorato del mezzo cinematografico; [...] contiene le chiavi di lettura di gran parte della filmografia del maestro». Debruge associa il film a Radio Days di Woody Allen, scrivendo che il film si presenta come un invito «a entrare nella casa e nello spazio mentale del regista vivente più amato al mondo, una zona stranamente asettica».
John DeFore dell'Hollywood Reporter ha sottolineato che il film descrive «una vivida spaccatura dei primi lampi di intuizione cinematografica dell'autore e un ritratto, pieno di amore ma non offuscato dalla nostalgia, della famiglia del regista». Justin Chang del Los Angeles Times lo ha definito «un'opera unicamente confessionale, in cui un grande artista riconosce liberamente e felicemente la manipolazione inerente alla forma d'arte che è nato per padroneggiare». Leah Greenblatt di Entertainment Weekly ha riscontrato che «se tutto sembra un po' asettico e idealizzato, è costantemente adorabile, e dopo 75 anni e 34 film, chi più di Spielberg si è guadagnato il diritto di rivisitare i suoi ricordi di polvere di stelle?». Richard Lawson di Vanity Fair ha scritto che «non tutti i memoir sono generosi. Può essere intrigantemente solipsistico, o follemente vanitoso. Ma poiché il personaggio pubblico di Spielberg è sempre stato curiosamente vuoto e mai del tutto conosciuto, [...] The Fabelmans sembra una sorta di regalo» al pubblico.
Davide Stanzione di Best Movie elogia il film assegnandogli 4,2 stelle su 5 e lo commenta scrivendo: «The Fabelmans è prodigioso: l’autobiografia di celluloide di Steven Spielberg è un raggiungimento della maggiore età miracoloso per limpidezza e commozione, con l’amore per il cinema chiamato a stemperare con dolcezza tutta la rabbia e i rimpianti, a incantare a ripetizione, a dare un senso e a plasmare nella luce del Mito sogni e affetti familiari, a bagnare ogni cosa di lacrime».

## Riconoscimenti
- 2023 – Premio Oscar[34]
  - Candidatura al miglior film
  - Candidatura al miglior regista a Steven Spielberg
  - Candidatura alla miglior attrice protagonista a Michelle Williams
  - Candidatura al miglior attore non protagonista a Judd Hirsch
  - Candidatura alla miglior colonna sonora a John Williams
  - Candidatura alla miglior scenografia a Rick Carter e Karen O'Hara
  - Candidatura alla miglior sceneggiatura originale a Tony Kushner e Steven Spielberg
- 2023 – Golden Globe[35]
  - Miglior film drammatico
  - Miglior regista a Steven Spielberg
  - Candidatura alla migliore attrice in un film drammatico a Michelle Williams
  - Candidatura alla migliore sceneggiatura a Steven Spielberg e Tony Kushner
  - Candidatura alla migliore colonna sonora originale a John Williams
- 2023 – David di Donatello
  - Miglior film straniero
- 2023 – Critics' Choice Awards[36]
  - Candidatura al miglior film
  - Candidatura al miglior regista a Steven Spielberg
  - Candidatura alla migliore attrice a Michelle Williams
  - Candidatura al miglior attore non protagonista a Paul Dano
  - Candidatura al miglior attore non protagonista a Judd Hirsch
  - Candidatura al miglior giovane interprete a Gabriel LaBelle
  - Candidatura alla miglior sceneggiatura originale a Steven Spielberg e Tony Kushner
  - Candidatura alla migliore colonna sonora a John Williams
  - Candidatura alla migliore fotografia a Janusz Kamiński
  - Candidatura alla migliore scenografia a Rick Carter e Karen O'Hara
- 2023 – Satellite Award[37]
  - Candidatura al miglior film drammatico
  - Candidatura al miglior regista a Steven Spielberg
  - Candidatura alla migliore attrice a Michelle Williams
  - Candidatura al migliore attore a Gabriel LaBelle
  - Candidatura al miglior attore non protagonista a Paul Dano
  - Candidatura al migliore sceneggiatura originale a Steven Spielberg e Tony Kushner
  - Candidatura alla miglior colonna sonora originale a John Williams
  - Candidatura al migliore montaggio a Sarah Broshar e Michael Kahn
  - Candidatura alla migliore scenografia a Rick Carter
- 2022 – Toronto International Film Festival
  - Premio del Pubblico
- 2022 – Festa del Cinema di Roma [38]
  - In concorso nella Selezione ufficiale